# Ureterknospe
Die Ureterknospe ist eine Bildung beim Fetus während der Organogenese des Harnapparats. Sie entsteht nahe der Kloake aus dem Urnierengang, beim menschlichen Fetus etwa in der 5. Lebenswoche. Die Ureterknospe umwächst kappenartig die Anlage der Niere, genauer der Nachniere (metanephrogenes Blastem), und induziert dort die Entwicklung der eigentlichen Niere bei Amnioten. Die Ureterknospe teilt sich dann in zwei Knospen, die teilweise miteinander verschmelzen.
Aus der Ureterknospe bilden sich Harnleiter (Ureter), das Nierenbecken, die Gänge der Nierenpapillen (Ductus papillares), die Sammelrohre und deren Verbindungsstücke.